# Discografia lui Victor Gore
Discografia acordeonistului și cântărețului Victor Gore cuprinde numeroase apariții (viniluri, benzi de magnetofon, CD-uri) ce prezintă înregistrări realizate în anii 1960-1991 în România. Înregistrările au fost efectuate la București, la casa de discuri Electrecord și la Societatea Română de Radiodifuziune.

## Discuri Electrecord
| An   | Număr de catalog                                            | Format                     | Piese | Acompaniament                                                                                              |
| 1959 | EPA 2696                                                    | shellac, 25 cm, 78 RPM     | Hora din Ungureni | Taraful Aurel Gore                                                                                         |
| 1960 | EPA 2869                                                    | shellac, 25 cm, 78 RPM     | Hora lui Victor Gore | Taraful Aurel Gore                                                                                         |
| 1960 | EPA 2870                                                    | shellac, 25 cm, 78 RPM     | Foaie verde bob mărunt (Cântec de nuntă) | Taraful Aurel Gore                                                                                         |
| 1960 | EPC 224                                                     | vinil, 17 cm, 33 ⅓ RPM     | 2. Hora lui Victor Gore 3. Foaie verde bob mărunt (Cântec de nuntă) | Taraful Aurel Gore                                                                                         |
| 1961 | EPA 2986                                                    | shellac, 25 cm, 78 RPM     | Cântec de pahar | Taraful fraților Gore                                                                                      |
| 1964 | EPC 530                                                     | vinil, 17 cm, 33 ⅓ RPM     | 1. Hora de la Brăila 2. Cântec de masă 3. Cântec de petrecere 4. Cântec oltenesc | Taraful fraților Gore                                                                                      |
| 1966 | EPC 759                                                     | vinil, 17 cm, 33 ⅓ RPM     | 1. Cântec de pahar 2. Hora lui Gore Ionescu 3. Hora din Petrechioaia 4. Cântec de dor 5. Maneaua florăreselor 6. Hora de la Teiș | orchestra Victor Gore                                                                                      |
| 1968 | EPC 941 Muzică lăutărească                                  | vinil, 17 cm, 33 ⅓ RPM     | 1. Pleac-o nevestică-n lume 2. Lie, lie, ciocârle 3. Adu calul să mă duc 4. Spune, mamă ce-i cu tine | Taraful Aurel Gore                                                                                         |
| 1973 | EPC 10.348                                                  | vinil, 17 cm, 33 ⅓ RPM     | 1. Cântec lăutăresc de ascultat 2. Hora de la Ciolpani 3. Eu mă uit în sat cu dor 4. Maneaua | Taraful fraților Gore                                                                                      |
| 1976 | 45-STM-EPC 10.472                                           | vinil, 17 cm, 45 RPM       | 1. Cântec de petrecere 2. Horă 3. Sârbă de la Craiova 4. Hora brăilenilor | orchestra Victor Gore                                                                                      |
| 1980 | 45-ST-EPC 10.684                                            | vinil, 17 cm, 45 RPM       | 1. Hora ploieștenilor 2. Maneaua constănțenilor 3. Horă 4. Cântec de pahar | orchestra Ștefan Bibescu                                                                                   |
| 1983 | ST-EPE 02417                                                | vinil, LP, 30 cm, 33 ⅓ RPM | 1. Bată-te focu de vale 2. La cârciuma din pădure 3. De trei zile plâng în vânt 4. Cine n-a crescut copii 5. Dorul de al meu fecior 6. M-am săturat de amar 7. Spune-mi neicuță, ce ai 8. În gara de la Tecuci 9. Măicuța mea, să nu mori | orchestra Ion Albeșteanu                                                                                   |
| 1991 | ST-EPE 04029                                                | vinil, LP, 30 cm, 33 ⅓ RPM | 1. Să-ți iubești, neică, bărbatul 2. Te-am visat aseară 3. Sârbă 4. Strânge omul ca furnica 5. Bate vântul florile 6. Măriuță, Mărioară 7. Trei focuri îmi ard pe lume 8. Te-am iubit de copil mic 9. Greu să n-ai mamă pe lume 10. Hora de la Brăila | orchestra Victor Gore                                                                                      |
| 2008 | EDC 862 Victor Gore Comori ale muzicii lăutărești           | compact disc               | 1. M-am săturat de amar 2. Adu calu să mă duc 3. Spune-mi mamă ce-i cu tine 4. Pleac-o nevestică-n lume 5. Cine n-a crescut copii 6. Bată-te focul de vale 7. La cârciuma din pădure 8. În gara de la Tecuci 8. Să-ți iubești, neică, bărbatul 10. Strânge omul ca furnica 11. Spune-mi neicuță ce ai 12. Trei focuri mi-arde pe lume 13. De trei zile plâng în vânt 14. Greu să n-ai mamă pe lume 15. Măriuță, Mărioară 16. Sunt atât de supărat         | orchestrele : Ion Albeșteanu (1, 5-8, 11, 13), Victor Gore (9, 10, 12, 14-16), Taraful fraților Gore (2-4) |
| 2008 | EDC 863 Taraful fraților Gore Comori ale muzicii lăutărești | compact disc               | 1. Hora din Budești 2. Cântec de pahar 4. Hora lui Victor Gore 5. Cântec de masă 7. Cântec de dor 8. Horă lăutărească 10. Foaie verde bob mărunt 12. Maneaua florăreselor 14. Eu mă uit în sat cu dor 15. Cântec de codru 16. Hora de la Brăila 18. Hora lui Gore Ionescu 20. Hora de la Ciolpani 21. Hora dinspre ziua 23. Maneaua 25. Cântec lăutăresc de ascultat 26. Cântec oltenesc 27. Cântec de șezătoare 29. Cântec de masă 30. Hora din Ungureni | Taraful fraților Gore                                                                                      |

## ÎnregistrăriRadio România
| An      | Format          | Piese                     | Acompaniament                        |
| 1974(?) | bandă magnetică | Botoșanca (Jocul fetelor) | O.M.P.R., dirijor Constantin Arvinte |
| 1974(?) | bandă magnetică | Brâul bătrânesc           | O.M.P.R.                             |
| 1974(?) | bandă magnetică | Brâul pe șase             | O.M.P.R., dirijor Constantin Arvinte |
| 1974(?) | bandă magnetică | Cântec                    | O.M.P.R., dirijor Ion Albeșteanu     |
| 1974(?) | bandă magnetică | Hora lui Gore             | O.M.P.R., dirijor Ion Albeșteanu     |
| 1974(?) | bandă magnetică | Joc de perechi            | O.M.P.R.                             |
| 1974(?) | bandă magnetică | Jocul „Chindia”           | O.M.P.R., dirijor Constantin Arvinte |
| 1974(?) | bandă magnetică | Sârba constănțenilor      | O.M.P.R.                             |